# Augusta de Reuss-Köstritz
Prințesa Augusta Reuss de Köstritz (Auguste Reuss; 26 mai 1822 – 3 martie 1862) a fost prima soție a lui Frederic Francisc al II-lea, Mare Duce de Mecklenburg.

## Primii ani
Prințesa Augusta, al treilea copil și a doua fiică a Prințului Heinrich LXIII Reuss-Köstritz și a primei lui, contesa Eleonore de Stolberg-Wernigerode, s-a născut la Klipphausen, Regatul Saxoniei.
Familia ei aparținea liniei junior a Casei de Reuss.

## Căsătorie
La 3 noiembrie 1849 la Ludwigslust, Augusta s-a căsătorit cu Frederic Francisc al II-lea, Mare Duce de Mecklenburg, fiu al lui Paul Friedrich, Mare Duce de Mecklenburg-Schwerin. Împreună au avut șase copii.
- Frederic Francisc III (1851–1897) tatăl Alexandrinei, regină a Danemarcei și a Cecilei, ultima Prințesă Moștenitoare a Prusiei.
- Paul Frederic (1852–1923) căsătorit cu Prințesa Marie de Windisch-Graetz
- Maria (1854–1920) căsătorită cu Marele Duce Vladimir Alexandrovici al Rusiei. Fiul lor, Kiril a devenit pretendent la tronul Rusiei după asasinarea vărului său Nicolae al II-lea al Rusiei.
- Nikolaus (1855–1856)
- Johann Albert (1857–1920) regent al Ducatului de Brunswick
- Alexandru (1859-1859)

## Deces
Decesul timpuriu al Augustei a ridicat câteva întrebări la curte. S-a spus că Augusta a murit de "probleme bronhiale asociate cu boli de inimă". Un biograf a afirmat că a murit de un tip de febră.
Augusta a fost înmormântată în grădina Castelului Schwerin.